# Acetilketen
Acetilketen (formula: CH2:CCH2(O)O)je čista brezbarvna lahko hlapna tekočina z zbadajočim vonjem, pri čemer so hlapi težji od zraka.
Uporablja se kot kemični reagent v organski kemiji. Je lahko vnetljiva, strupena in jedka tekočina s plameniščem 30oC in vžigno temperaturo 200oC.

## Nevarne lastnosti
Hlapi in tekočina močno dražijo in poškodujejo oči, kožo in dihala. Možen je nastanek pljučnega edema. Tekočina se resorbira skozi kožo.

## Ukrepi ob požaru
Hlapi se zelo lahko vžgejo. Tekočina je zelo hlapna. Hlapi tvorijo z zrakom strupene, jedke, eksplozijske zmesi, ki so težje od zraka. Razširjajo se pri tleh in pri vžigu lahko ogenj zajame velike površine. Nevarnost vžiga zaradi vročih površin, odprtega plamena in isker.
Nevarnost razleta posod pri stiku diketena z mineralnimi kislinami, raztopinami hidroksidov, amini itd. zaradi hitre tvorbe plinov.Pri segrevanju spontano polimerizira. Silovito lahko reagira z vodo (nevarnost razleta zaprte posode).
Za gašenje majhnih požarov se uporablja aparate na prah ali pesek. Za velike požare se uporablja peno ali razpršen vodni curek; aparatov na prah ne smemo uporabljati (nevarnost silovitih reakcij). Posode se hladijo z razpršenim vodnim curkom. 